# Kaboom (film)
Kaboom – amerykański-francuska komedia fantastycznonaukowa z 2010 roku w reżyserii Gregga Arakiego. Zdjęcia kręcono w Los Angeles.
Opowiada historię biseksualnego studenta wpadającego na trop zaginionej w tajemniczych okolicznościach dziewczyny.

## Obsada
Źródło: Filmweb
- Thomas Dekker - Smith
- Haley Bennett - Stella
- James Duval - Mesjasz
- Andy Fischer-Price - Rex
- Juno Temple - London
- Kelly Lynch - Nicole, mama Smitha
- Roxane Mesquida - Lorelei
- Chris Zylka - Thor

i inni. 